# Lucé (Orne)
Lucé település Franciaországban, Orne megyében. Lakosainak száma 76 fő (2018. január 1.). Lucé Domfront, Avrilly, La Baroche-sous-Lucé és Domfront en Poiraie községekkel határos.

## Népesség
A település népességének változása:
| Lakosok száma | 186  | 152  | 136  | 129  | 125  | 88   | 74   | 77   | 77   | 76   |
|               | 1962 | 1968 | 1975 | 1982 | 1990 | 2008 | 2013 | 2015 | 2017 | 2018 |